# Europa Clipper
Europa Clipper es una sonda espacial interplanetaria actualmente en desarrollo por la NASA, lanzada el 14 de octubre de 2024, en una misión cuyo objetivo será estudiar el satélite galileano Europa, mediante una serie de sobrevuelos, mientras la sonda gira alrededor del planeta Júpiter. La sonda llegará a Júpiter el 11 de abril del 2030.
La misión continúa los estudios realizados por la sonda espacial Galileo durante los ocho años en que orbitó en torno a Júpiter, los cuales permitieron determinar la existencia de un océano bajo la superficie de Europa. Los planes para enviar una sonda a Europa fueron concebidos inicialmente con proyectos tales como Europa Orbiter y Jupiter Icy Moons Orbiter, en los que una sonda espacial sería colocada orbitando Europa. Sin embargo, dichos planes fueron descartados debido al fuerte impacto en la órbita de Europa que tiene la radiación emitida por la magnetosfera de Júpiter, por ello se decidió que resultaría más seguro colocar la sonda en una órbita alrededor de Júpiter y llevar a cabo varios sobrevuelos por el satélite, también recibirán fotos de Europa en diferentes ángulos gracias a los impulsos gravitacionales con las lunas de Júpiter. Esta misión fue denominada originalmente Europa Clipper y comenzó como un proyecto conjunto entre el Jet Propulsion Laboratory y el Applied Physics Laboratory.
La sonda Misión Europa fue ensamblada y construida para llevar un equipamiento científico de nueve instrumentos provistos por JPL, APL, Southwest Research Institute, Universidad de Texas, Arizona State University y la Universidad de Colorado en Boulder. Para llegar a Júpiter se han estudiado dos estrategias diferentes: la primera utilizaría un cohete Atlas V 551 para lanzar la sonda espacial en una trayectoria que necesitaría varias asistencias gravitatorias de la Tierra y de Venus, mientras que la segunda emplearía el Space Launch System para lanzar la sonda espacial directamente hacia Júpiter. Lo cual al final concluyó en lanzar un cohete Falcon Heavy con Europa Clipper a bordo.

## Historia

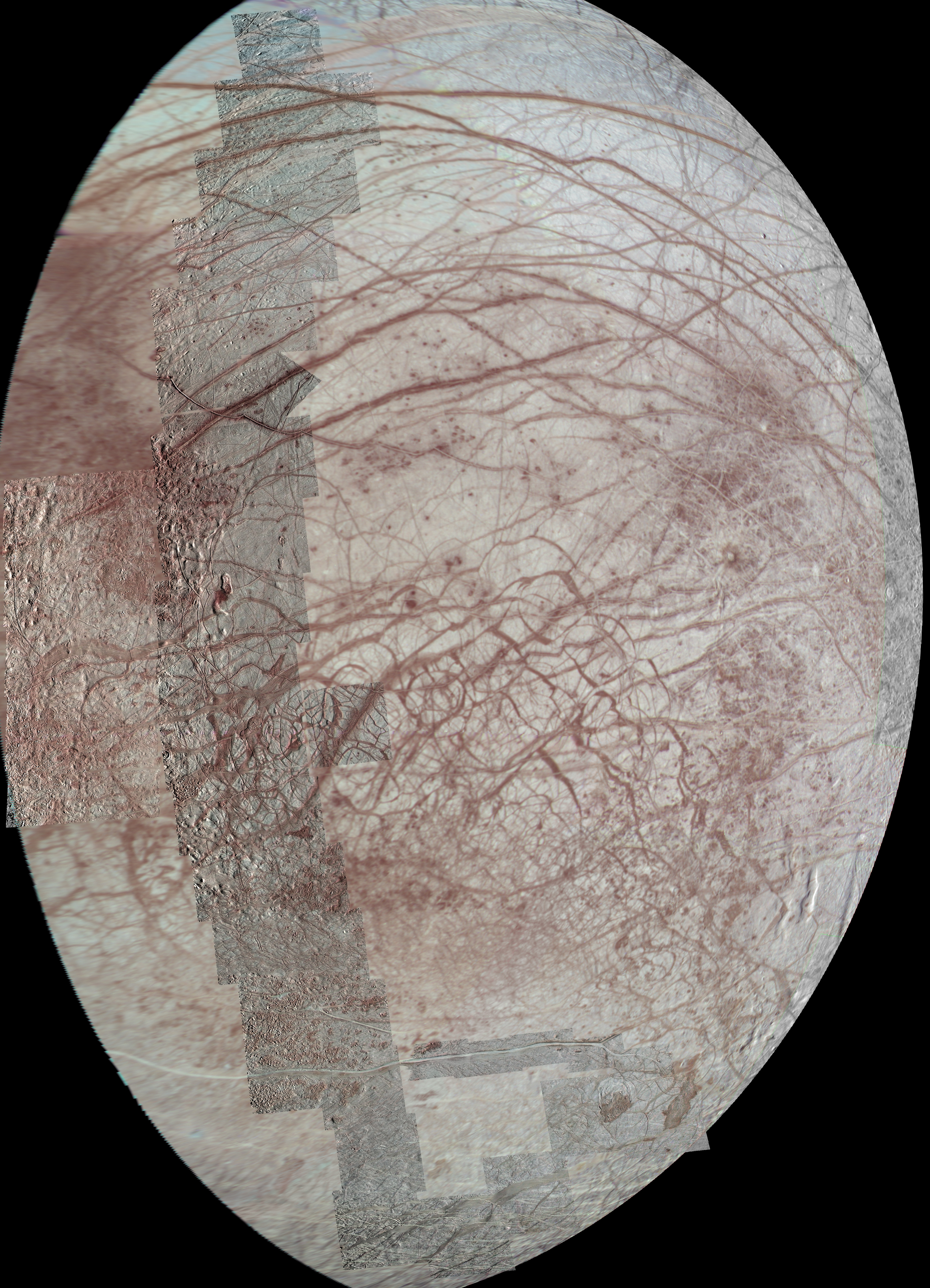
Foto-composición hecha con datos recogidos en múltiples sobrevuelos de Europa efectuados por una misión anterior.

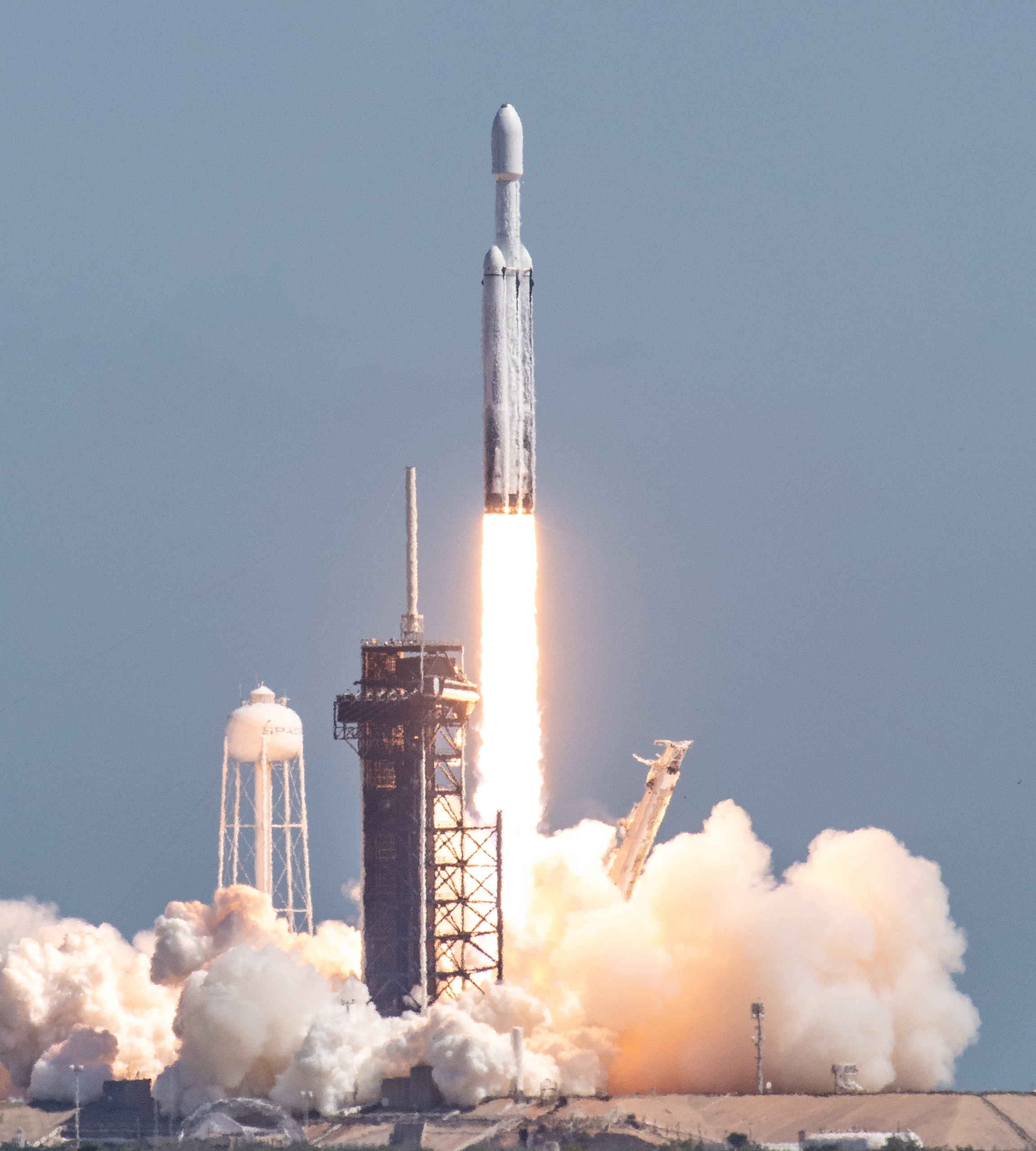
Despegue del Falcon Heavy con Europa Clipper desde el Complejo de Lanzamiento 39A del Centro Espacial Kennedy el lunes 14 de octubre de 2024 a las 12:06 horas. EDT

El satélite Europa ha sido identificado como uno de los lugares del sistema solar con posibilidades de albergar vida extraterrestre microbiana.
Poco tiempo después de los descubrimientos realizados por la sonda Galileo, el JPL llevó a cabo una serie de estudios preliminares de posibles misiones que contemplaban una sonda espacial, como por ejemplo: Jupiter Icy Moons Orbiter (un concepto de misión de 16000 millones de dólares), el Jupiter Europa Orbiter (un concepto que costaría 4300 millones de dólares), un orbitador (un concepto que costaría 2000 millones de dólares) y una sonda para sobrevuelos múltiples: Europa Clipper. La propuesta y alcance de la misión Europa Clipper aún están en una etapa conceptual, pero su costo se estima en unos 2000 millones de dólares. Mientras tanto, la Agencia Espacial Europea ya se encuentra desarrollando el Jupiter Icy Moon Explorer con una fecha de lanzamiento propuesta para el 2022 (la cual se retrasó al 2024).
En marzo de 2013 se autorizó un presupuesto de 75 millones de dólares para expandir el planteamiento de actividades de la misión, madurar los objetivos científicos propuestos y financiar el desarrollo preliminar de los instrumentos, tal y como lo propuso el Planetary Science Decadal Survey en el 2011. En mayo de 2014 una ley del senado norteamericano incrementó significativamente los fondos autorizados para el 2014 del Europa Clipper, de 15 millones a 100 millones de dólares. Los fondos se utilizarían para efectuar estudios preliminares.
Los presidentes del consejo para la definición de la misión científica son Louise Prockter del Applied Physics Laboratory (APL) de la Universidad Johns Hopkins y Barry Goldstein del Jet Propulsion Laboratory (JPL), quienes en julio de 2013 presentaron un concepto actualizado del Europa Clipper.
Concluido el período electoral del 2014 en Estados Unidos, se buscó apoyo de los dos partidos políticos mayoritarios para continuar financiando el proyecto Europa Clipper. El poder ejecutivo también asignó un fondo de 30 millones de dólares para estudios preliminares, la mayor suma que la Casa Blanca haya asignado a la misión.
En abril de 2015, la NASA invitó a la Agencia Espacial Europea (ESA) a que presentara conceptos para una sonda adicional que pudiera volar junto con la sonda espacial Europa Clipper; ya fuese una sonda simple, un elemento de impacto o una sonda que aterrizara en la superficie. La ESA aún está realizando una evaluación interna para determinar si hay interés y disponibilidad de fondos.
En mayo de 2015, la NASA anunció que ya se habían escogido los nueve instrumentos que llevaría consigo la sonda y cuyo desarrollo costaría 110 millones de dólares a lo largo de los próximos tres años.
En junio de 2015, la NASA anunció la aprobación del concepto de la misión, lo que permitió que el proyecto avanzara a su etapa de formulación.

## Objetivos

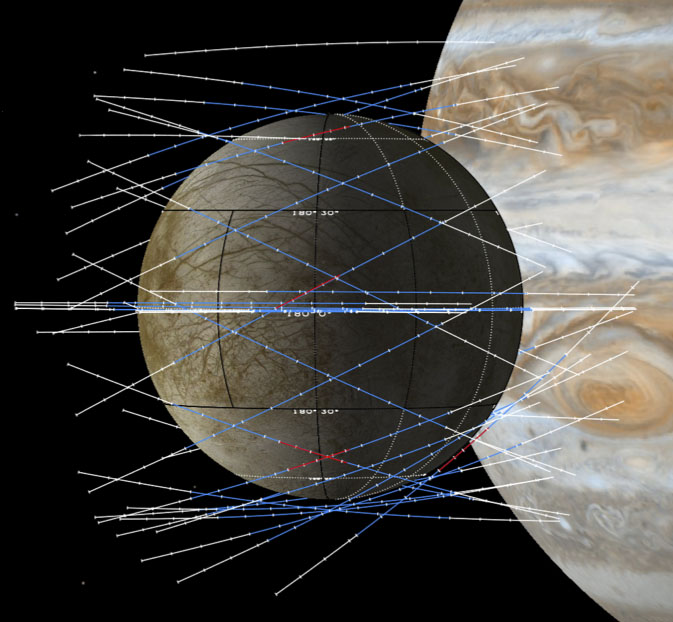
El concepto para lograr una "cobertura regional-global" de Europa durante sobrevuelos sucesivos.

Los objetivos de la sonda espacial Europa Clipper son explorar Europa, valorar su habitabilidad y servir de ayuda en la selección de futuros sitios para aterrizar. 
Los objetivos específicos son estudiar:
- La cubierta de hielo y el océano: confirmar su existencia e identificar la naturaleza del agua dentro o por debajo del hielo, así como los procesos de intercambio superficie-hielo-océano.
- La composición: distribución y química de los compuestos clave y sus relaciones con la composición del océano.
- La geología: características y conformación de los accidentes geográficos superficiales, incluidos sitios activos con actividad reciente.

El Europa Clipper no orbitaría alrededor de Europa, sino en torno a Júpiter y haría 44 sobrevuelos de Europa a altitudes entre los 25 y 2700 km por encima de su superficie. Cada sobrevuelo cubriría un sector distinto de Europa para lograr hacer un levantamiento topográfico global de mediana calidad, incluyendo el espesor del manto de hielo. Se espera que el Europa Clipper pueda volar a una altitud lo suficientemente baja como para atravesar las plumas de vapor de agua que se elevan desde la delgada corteza helada del satélite, pudiendo así tomar muestras del océano bajo la superficie sin necesidad de aterrizar y taladrar el hielo. Primero tiene que hacerse un reconocimiento de la superficie de Europa; es por esto que el concepto del Clipper tiene un objetivo secundario: perfilar sitios científicamente interesantes para una futura misión que vaya a aterrizar en Europa.
Otro de los objetivos claves de esta misión será observar y compenetrarse con la misión JUICE de la ESA, enviada a varios satélites del sistema joviano, por lo que ambas se observarán y comunicarán mientras coincidan en tiempo en el satélite Europa.

### Estrategia

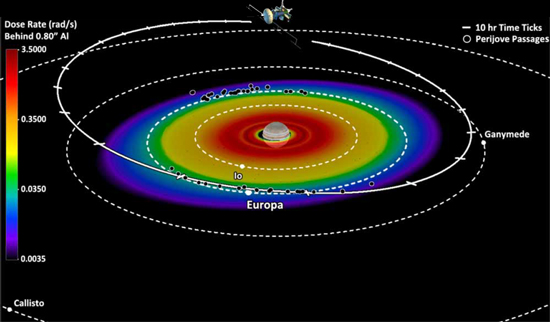
Una amplia órbita en torno a Júpiter con varios sobrevuelos de Europa minimizaría la exposición a la radiación e incrementaría la velocidad de transferencia de datos.

Como Europa se encuentra inmersa en los muy intensos campos de radiación que rodean a Júpiter, aún una sonda espacial endurecida para resistir la radiación sólo podría permanecer funcionando por pocos meses en una órbita baja. Otro factor clave limitante de la misión científica de la sonda Europa, no es tanto el tiempo en el que los instrumentos puedan efectuar observaciones, sino el tiempo disponible para enviar hacia la Tierra los datos recogidos por los instrumentos.  La mayoría de los instrumentos científicos pueden recabar información de forma más rápida que lo que el sistema de comunicaciones puede transmitirla a la Tierra (lo que tardaría en llegar cada señal entre 7 o 10 días),debido al reducido número de antenas disponibles para recibir los datos científicos.
Los análisis realizados por los científicos del Jet Propulsion Laboratory indican que mediante la realización de sobrevuelos se dispondrían de varios meses para enviar los datos y el concepto del Europa Clipper permitirá, a una misión con un costo de 2000 millones de dólares, la realización de las mediciones cruciales que iba a efectuar el hoy cancelado concepto del Jupiter Europa Orbiter a un costo de 4300 millones de dólares. Así, entre cada uno de los sobrevuelos, la sonda espacial dispondrá de un periodo de siete a diez días para transmitir los datos almacenados en cada breve pasada. Esta estrategia le permitirá a la sonda espacial disponer de hasta un año para transmitir la información, en comparación con los escasos 30 días con que contaría un orbitador. Esto dará como resultado el envío a la Tierra de casi 3 veces más información, al mismo tiempo que se reduce la exposición a radiaciones.
El Europa Clipper aprovechará la tecnología probada por las sondas Galileo y Juno que estudiaron a Júpiter en relación con la protección contra radiaciones. El blindaje lo proveerá una masa de 150 kilogramos, además de que, para maximizar su efectividad, la electrónica será alojada en el centro de la sonda para que cuente con una protección adicional contra radiaciones.

## Diseño y construcción

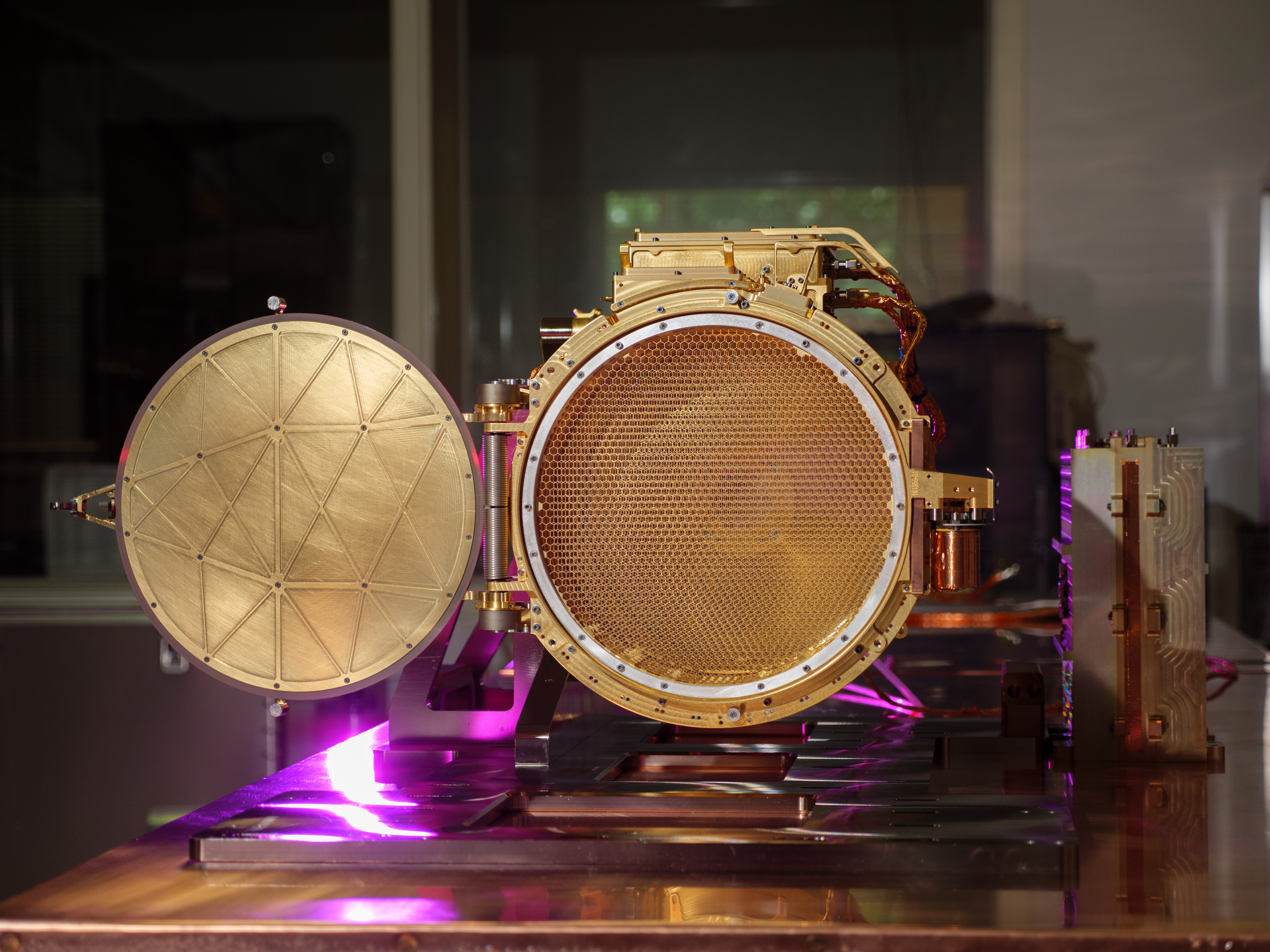
Cabezal del sensor Dust Analyzer de Europa Clipper

### Energía
Para proveer de energía eléctrica a la misión se analizaron tanto la opción de un generador termoeléctrico de radioisótopos como la de una fuente de potencia fotovoltaica.  En septiembre del 2013 se decidió que los paneles solares son la opción más económica para proveer de potencia a la sonda. Los cálculos preliminares indican que cada panel solar tendrá una superficie de 18m² y producir 150 watts de manera continua cuando apuntan hacia el Sol desde Júpiter. Mientras se encuentra a la sombra de Europa, las baterías permitirán que la sonda continúe adquiriendo información. Sin embargo, la radiación ionizante puede dañar las celdas solares. La órbita del Europa Clipper será tal que la sonda atraviese en ocasiones la intensa magnetósfera de Júpiter, lo que degradará en forma paulatina los paneles solares a lo largo de la misión.
Como alternativa a los paneles solares se analizó el uso del generador termoeléctrico de radioisótopos multi misión, a base de  plutonio-238. El funcionamiento de esta fuente de potencia ya ha sido demostrado por su uso exitoso en la misión Mars Science Laboratory. En la actualidad hay cinco unidades disponibles, una está asignada para la misión rover Mars 2020 y otra es una reserva. Si se dispusiera del financiamiento apropiado para recomenzar la producción de plutonio y reemplazar el equipamiento necesario para producir los pellets de plutonio, sería posible equipar al Europa Clipper con este tipo de generador.
El 3 de octubre de 2014, se anunció que se había elegido los paneles solares para proveer potencia eléctrica al Europa Clipper. Los diseñadores de la misión han determinado que a pesar de que la intensidad de la potencia solar en Júpiter es de solo el 4% del valor en la órbita terrestre, la alternativa solar era más económica que la basada en plutonio y más práctica de implementar en la sonda. A pesar de que los paneles solares son más pesados que los generadores que operan a base de plutonio, aun así se ha estimado que la masa del vehículo todavía estaría dentro de los límites aceptables para el lanzamiento.

### Equipamiento Científico

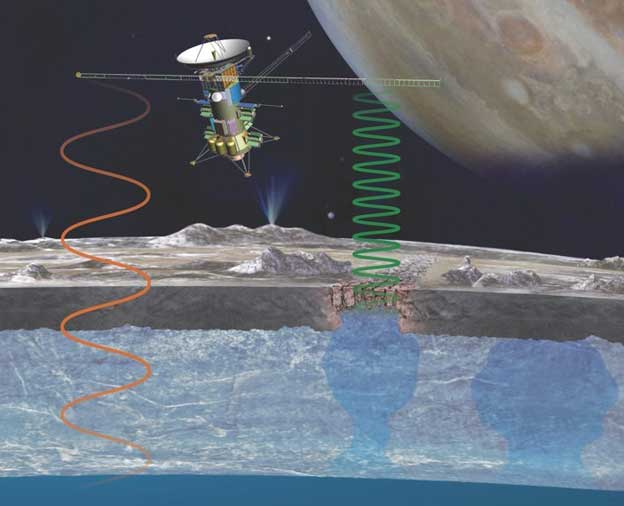
Diagrama que muestra al instrumento REASON en funcionamiento, utilizando un radar de doble frecuencia podrá relevar la capa de hielo de Europa.

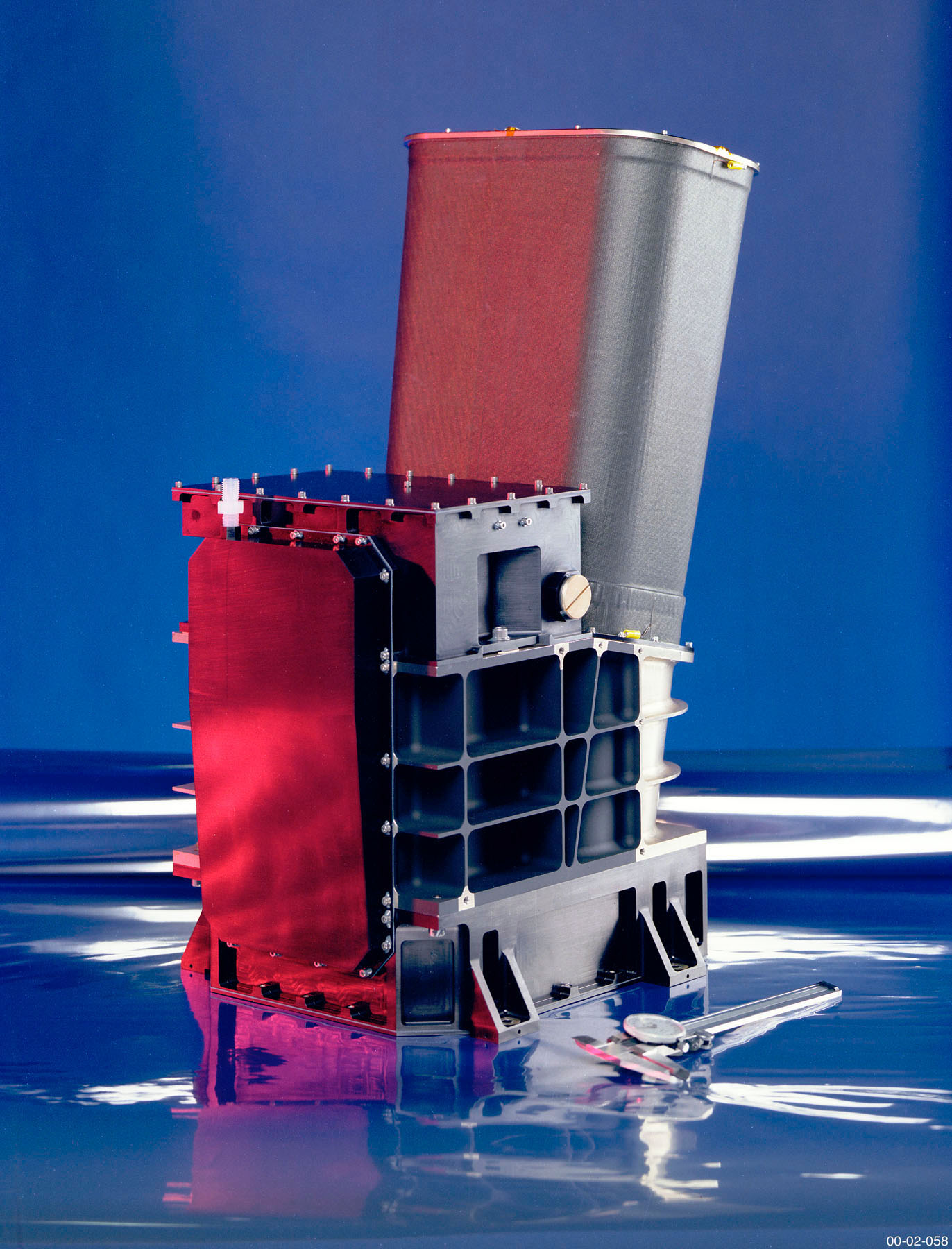
Fotografía del instrumento Thermal Emission Imaging System (THEMIS), que voló en el 2001 Mars Odyssey.

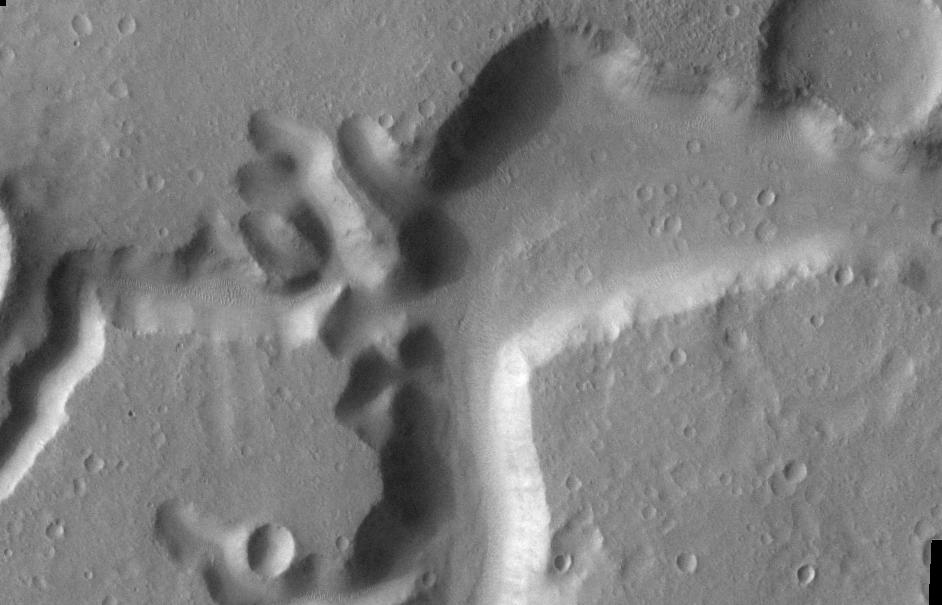
Fotografía de Nanedi Valles por el THEMIS a bordo del 2001 Mars Odyssey. El instrumento E-THEMIS que volará en la misión a Europa producirá imágenes de calidad similar.

La sonda y su trayectoria sufren modificaciones en la medida que madura el diseño. Los nueve instrumentos científicos, anunciados en mayo de 2015, se estima tendrán una masa total de unos 82 kg y se indican a continuación:
- PIMS

El Plasma Instrument for Magnetic Sounding (PIMS) (en español: Instrumento Plasma para Reconocimiento Magnético) funciona en colaboración con un magnetómetro y es fundamental para determinar el espesor de la capa de hielo de Europa, la profundidad del océano, y la salinidad al corregir la señal de inducción magnética por el efecto de las corrientes plasma en torno de Europa.
Investigador principal: Joseph Westlake, Applied Physics Laboratory
- ICEMAG

El instrumento Interior Characterization of Europa using Magnetometry (ICEMAG) (en español: Caracterización Interior de Europa mediante Magnetometría) es un magnetómetro que medirá el campo magnético en cercanías de Europa junto con el instrumento PIMS, determinando la ubicación, profundidad, espesor y salinidad del océano bajo la superficie de Europa utilizando sondeo electromagnético multifrecuencia.
Investigador principal: Carol Raymond, Jet Propulsion Laboratory
- MISE

El instrumento Mapping Imaging Spectrometer for Europa (MISE) (en español: Espectrómetro de Relevamiento de Imágenes de Europa)  investigará la composición de la superficie de Europa, identificando y relevando las distribuciones de compuestos orgánicos, sales, hidratos ácidos, fases del hielo, y otros materiales para determinar la habitabilidad del océano de Europa. A partir de esta información, los científicos esperan poder relacionar la composición de la superficie del satélite con la habitabilidad de su océano. MISE es construido conjuntamente entre el Applied Physics Laboratory (APL) de la Johns Hopkins University y el Jet Propulsion Laboratory (JPL).
Investigador principal: Diana Blaney, Jet Propulsion Laboratory
- EIS

El instrumento Europa Imaging System (EIS) (en español: Sistema de Imágenes de Europa) es una cámara de ángulo amplio y estrecho que relevará con una resolución de 50 m la mayoría de la superficie de Europa, además producirá imágenes de ciertas porciones selectas de la superficie con una resolución 100 veces mayor.
Investigador principal: Elizabeth Turtle, Applied Physics Laboratory
- REASON

El Radar for Europa Assessment and Sounding: Ocean to Near-surface (REASON) (en español: Radar para Evaluación y Relevamiento: Océano a Superficie) es un instrumento tipo radar de doble frecuencia con penetración en el hielo diseñado para caracterizar y relevar la corteza de hielo de Europa desde el campo próximo a la superficie hasta el océano existente en su inferior, revelando la estructura oculta de la corteza de hielo de Europa y las posibles cavidades internas con agua. Este instrumento será construido por el Jet Propulsion Laboratory (JPL) y la Universidad de Iowa.
Investigador principal: Donald Blankenship, University of Texas
- E-THEMIS

El Europa Thermal Emission Imaging System (E-THEMIS) (en español: Sistema de Imágenes de Emisiones Térmicas de Europa) es un "productor de imágenes térmicas", el cual proveerá una imagen térmica multiespectral con una elevada resolución espacial de Europa para ayudar a detectar sitios activos, como ser posibles emanaciones de agua hacia el espacio. Este instrumento está basado en el Thermal Emission Imaging System (THEMIS) de la sonda 2001 Mars Odyssey, que también fuera desarrollado por Philip Christensen.
Investigador principal: Philip Christensen, Arizona State University